# Pământul lung
Pământul Lung (în engleză The Long Earth) este un roman științifico-fantastic de Stephen Baxter și Terry Pratchett. A apărut prima dată la 19 iunie 2012 la editura Doubleday. Este prima parte a seriei  omonime.
„Pământul lung” este o serie (posibil infinită) de lumi paralele asemănătoare Pământului, la care se poate ajunge folosind dispozitive ieftine numit „Stepper” - care sunt postate online, permițând umanității să exploreze diverse lumi. Acestea sunt în mare parte familiare, deși altele diferă în detalii din ce în ce mai mari, dar toate împărtășesc o asemănare: pe niciuna nu există sau n-a existat vreodată Homo sapiens - deși nu se poate spune același lucru despre specii anterioare hominide, în special Homo habilis.

## Continuări
Continuările romanului din seria omonimă sunt:
1. The Long War (iunie 2013)
2. The Long Mars (iunie 2014)
3. The Long Utopia (iunie 2015)
4. The Long Cosmos (iunie 2016)